# Iglesia de Santa María (Busturia)
La iglesia de Santa María de Axpe, sita en Busturia (Vizcaya, España) es una iglesia, perteneciente a la diócesis de Bilbao, conocida por su arquitectura gótica y buen estado de conservación. Forma parte del patrimonio cultural del País Vasco.
La historia cuenta que en el año 1051, el conde de Vizcaya concedió al obispo de Álava la propiedad del monasterio de Santa María de Axpe junto con todas sus pertenencias, que hoy es la iglesia. Parte de esas pertenencias es la casa solariega que está en el recinto de la Iglesia, lugar de nacimiento de célebres habitantes de Axpe. 
Parte de sus cálices, libros antiguos y cuadros han estado expuestos durante un tiempo en el Museo Guggenheim de Bilbao.

## Descripción
Es una iglesia de estilo gótico tardío, de una sola nave, con cabecera plana y una capilla lateral que sobresale en planta. La construcción es de piedra muy sólida y la organización espacial sencilla.
Está cubierta interiormente por tres tramos de bóveda de crucería con nervios rectos, con claraboya de tracería en el testero. La cubierta exterior está formada por un tejado a dos aguas sobre armadura de vigas de madera.
Los muros está construidos con sillares y los soportes exteriores están formados por cuatro contrafuertes situados en las esquinas, mientras que los interiores los forman cuatro medias columnas adosadas a los laterales, dos situadas en los ángulos del presbiterio y otras dos sobre ménsulas en el coro.
La capilla están situada en el lado del Evangelio, su cubierta es también de bóveda de crucería pero su altura es menor a la de la Iglesia. El coro se encuentra a los pies de la iglesia y está construido sobre bóveda de crucería apoyada en ménsulas y sostenida por un arco muy rebajado.
La torre, en el lado de la Epístola, no sobresale en planta. Alcanza la altura del tejado sobrepasando a éste el campanario.
La iglesia tiene dos portadas, una pequeña y sencilla a los pies, formada por un arco ojival con dovelas y la principal, que es lateral, se encuentra en el lado de la Epístola.
La portada principal es de dos pasos deprimidos entre pilares recambiados y posee un interesante trazado y una importante decoración escultórica. Un arco conopial cobija a varios arcos, todos ellos muy rebajados. En el tímpano se encuentra el calvario. En la parte inferior hay dos arcos escarzanos que forman la portada; el parteluz es una pilastra formada por varios baquetones y en él se encuentra la imagen de un santo de difícil identificación. Toda la portada está encuadrada por dos altas columnillas con decoración vegetal de fronda y a ambos lados del conopio hay dos medallones.
La iglesia tiene pocos vanos. Dos rosetones, uno en la cabecera y otro a los pies; otros dos en los laterales y dos ventanales ojivales también en los laterales en la parte de atrás. La iluminación interior es, por tanto, muy escasa.